# Robert Zollitsch
Robert Zollitsch (ur. 9 sierpnia 1938 w Filipowie w ówczesnej Jugosławii) – niemiecki duchowny rzymskokatolicki, arcybiskup Fryburga w latach 2003–2013.

## Życiorys
27 maja 1965 otrzymał święcenia kapłańskie. Inkardynowany do archidiecezji fryburskiej, przez kilka lat pracował w duszpasterstwie parafialnym. Od 1967 pracował we Fryburgu Bryzgowijskim - początkowo jako pracownik miejscowego kolegium dla studentów teologii (w latach 1974-1983 był jego rektorem), a następnie jako wykładowca homiletyki w seminarium oraz kierownik wydziału kurialnego do spraw personalnych.
16 czerwca 2003 papież Jan Paweł II mianował go arcybiskupem metropolitą Fryburga. Sakry udzielił mu 20 lipca 2003 jego poprzednik – arcybiskup Oskar Saier.
W 2008 został wybrany przewodniczącym Konferencji Episkopatu Niemiec (funkcję tę sprawował do 2014).
17 września 2013 papież Franciszek przyjął jego rezygnację z pełnionego urzędu złożoną ze względu na wiek.

## Wyróżnienia i odznaczenia
W 2008 odznaczony tytułem doktora honoris causa Uniwersytetu Kardynała Stefana Wyszyńskiego.
W październiku 2014 został odznaczony przez ówczesnego prezydenta Niemiec, Joachima Gaucka, Wielkim Krzyżem Zasługi z Gwiazdą.